# Bitva o Roi-Namur
Bitva o Roi-Namur bylo jedno ze střetnutí války v Tichomoří, během které se vojákům Spojených států amerických podařilo dobýt dva ostrovy v severní části atolu Kwajalein, spojené úzkým pásem pevniny a několik menších přilehlých ostrůvků. Bitva byla součástí operace Flintlock, namířené proti japonským pozicím na Marshallových ostrovech. Souběžně s bitvou o Roi-Namur probíhala v rámci operace Flintlock v jihovýchodním cípu atolu bitva o hlavní ostrov atolu – bitva o Kwajalein.

## Před bitvou
Po ukončení operace Galvanic, během které byly obsazeny atoly Tarawa a Makin, se pozornost Američanů přesunula na Marshallovy ostrovy. Z několika nejdůležitějších ostrovů, byly vybrány ostrovy Kwajalein a Roi-Namur na atolu Kawajalein a ostrov Majuro na stejnojmenném atolu. Zbylé ostrovy se admirál Chester Nimitz, pověřený přípravou operace Flintlock, rozhodl obejít a použít tak již osvědčenou taktiku žabích skoků, při které jsou k dobytí vybrány pouze určité cíle a ostatní ostrovy izolovány. K útoku na Roi-Namur byl vybrán 53. operační svaz (nazvaný Severní) pod velením kontradmirála R. L. Conollye. Dnem D pro Roi-Namur byl stanoven 31. leden 1944.

## Plán USA
V první fázi měly být obsazeny dva malé ostrůvky Ennuebing a Mellu. Mezi těmito ostrůvky vede hluboký Severní kanál, kterým mohou velké lodě proplout do kwajaleinské zátoky a vysadit další plavidla a vojáky. Následovat budou ostrůvky Ennumenet, Ennubirr a Ennugarret. Na tyto dobyté ostrůvky bude vysazeno divizní dělostřelectvo, k podpoře hlavního útoku na Roi-Namur, 1. února. Ostrov by měl být dobyt už v den vylodění, nejpozději na druhý den.

## Japonská obrana
Japonci obranu ostrova nikterak nepodcenili. Ostrov Roi byl téměř celý pokryt přistávacími a pojezdovými dráhami letiště, které bylo třeba bránit. Kromě spoustu dělostřeleckých palebných postavení zde Japonci vybudovali 9 betonových pevnůstek, 65 bunkrů vybavené 37mm a 20mm kánony a kulomety. Dále se zde nacházelo přes 200 pevných budov vhodných k obraně, největší hrozbu představovaly pevnosti postavené dle německého vzoru: kruhový půdorys se 120 centimetrů tlustými stěnami a ocelovými kopulemi. Vše bylo propojené zákopy, tunely, protitankovými příkopy, plotu z ostnatého drátu a hájeno 3 800 vojáky japonské armády, rozhodnuti raději padnout než jen o metr ustoupit. Obrana byla dobrá, při její stavbě se však počítalo především s útokem z oceánské strany, nikoliv z laguny. Proto většina obranných postavení byla umístěna na straně oceánské a pobřeží laguny už tolik bráněné nebylo.

## Bitva

### 31. leden
V 5:35 se lodě z amerického svazu pod velením admirála Conollyho dostaly na své stanoviště a o pár minut později zahájily ostřelování ostrova Roi-Namur. Palba z děl se zastavila pouze na pár minut během útoku letadel 58. svazu rychlých letadlových lodí. Původní hodina H byla o téměř hodinu odložena, kvůli špatné koordinaci v přestupovém pásmu, kde se vojáci ze člunů přesouvali do tzv. obojživelných traktorů. V traktorech poté muži měli dorazit až ke břehu. To se stalo v 9:55 kdy vojáci dorazili k Ennuebingu. Ostrov byl obsazen 20 nebo 25 Japonci, čili na jejich likvidaci stačila pouze jedna rota. Stejná situace se opakovala i na ostrůvku Mellu. Jakmile byly ostrůvky obsazeny, začaly traktory vykládat 75mm houfnice a o něco později dovezly čluny na přepravu těžké techniky 105mm děla. Všechny tyto hlavně byly namířeny proti Roi-Namuru.
Tímto byl otevřen vjezd do laguny, kterým proplulo několik minolovek, člunů a obojživelných traktorů. Traktory které vysadily muže na předchozí dva ostrovy v 15:15 vysadily námořní pěšáky 2. a 3. praporu 25. pluku na ostrovech Ennubirru a Ennumennetu. Opět byly ostrovy obsazeny pouze několika desítkami japonských obránců, a tak nebyl až takový problém je dobýt. Horší situace nastala až když se měl 3.prapor vylodit na posledním z ostrůvků - Ennugarretu. Jeho velitel neměl totiž dostatek obojživelných traktorů na přepravu svých mužů, jelikož většina z nich musela odplout doplnit palivo. Nechtěl však ztrácet čas a ostrov přímo sousedící s Namurem obsadit. Byla na něm totiž umístěna japonská děla, která by mohla působit potíže. V 18:30 proto vysadil na ostrov 120 mužů a ti jej dobyli během půl hodiny. navzdory velmi neklidnému počasí bylo první den dosaženo všech předem naplánovaných cílů a vše bylo připraveno pro hlavní útok na Roi-Namur.

### 1. únor

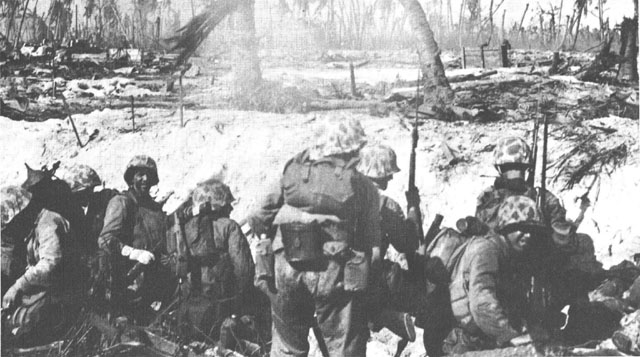
Vojáci 24. pluku na Roi-Namuru

Deset minut před 7. hodinou raní byla zahájena palebná příprava proti Roi-Namuru. Byla přerušena opět pouze na krátkou chvíli, kdy na ostrov zaútočila palubní letadla z letadlových lodí Cabot a Intrepid. Na ostrov dopadlo asi 6000 tun munice z bitevních lodí a dalších 5000 projektilů bylo vypáleno ze 75mm a 105mm děl na okolních ostrůvcích. Bombardování sice nedokázalo japonská postavení úplně zničit, ovšem dle odhadů většina z japonských vojáků položila život za císaře již během této fáze bitvy. Hodina H se musela opět odkládat, kvůli chybějícím obojživelným traktorům, které se v noci ztratily a nebyly schopny nalézt svou mateřskou loď. Musely proto být použity náhradní traktory a vojáci proto ostrovů dosáhli až ve 12 hodin. Na ostrov Namur byl na plážích Zelená 1 a Zelená 2 vysazen 24. pluk námořní pěchoty a na ostrov Roi byl na plážích Červená 2 a Červená 3 vysazen 23. pluk námořní pěchoty.
Zdálo se, že Roi je naprosto zdevastován, protože vylodění kladlo odpor pouze několik osamocených bunkrů, které byly rychle umlčeny. Většina obránců se ukryla na oceánském pobřeží v sutinách rozbitých budov, a proto vojáci velmi rychle zajistili předmostí a společně s tanky vyrazili kupředu. Tento útok však nebyl vyšším velením schválen, byla to iniciativa velitele tankové roty. Tanky pojížděly po dráze letiště a pálily na každé možné místo odporu, některé tanky byly dokonce vybaveny plamenomety. Za tanky postupovala pěchota, která palbou z ručních zbraní a granátů likvidovala poslední přeživší. Po hodině útoku ale přišel rozkaz se stáhnout, poněvadž tento osamocený útok znemožňoval rozvinutí útoku po celé délce fronty. Velitel tankové roty se poté musel veliteli 23. pluku zodpovídat za své konání. Správně by měl být potrestán, avšak jeho výpad způsobil nepříteli těžké ztráty, a tak nakonec trestu unikl. Po obnovení linie mohl útok pokračovat. Rozeběhl se mezi třetí a čtvrtou hodinou. Japonci nebyli schopni se zreorganizovat a tak po zlomení posledního odporu na severovýchodním výběžku Roie krátce po šesté hodině, mohl velitel pluku Jones hlásit Conollyemu, že Roi byl dobyt.

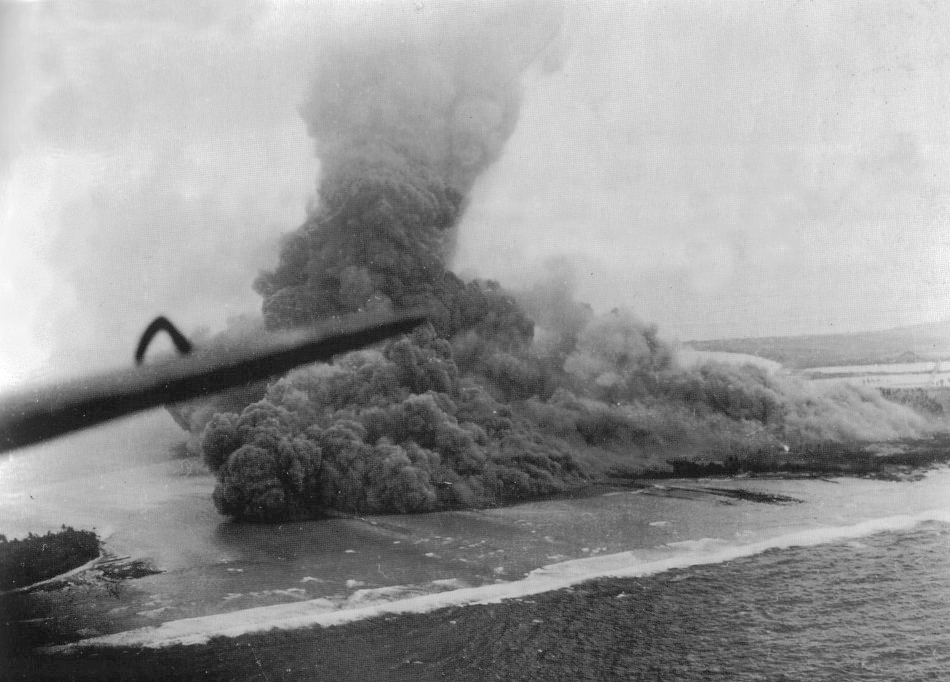
Letecký pohled na explozi muničního skladu na ostrově Namur

Na Namuru nebyla situace ani zdaleka tak snadná jako na Roi. Namur byl porostlý hustou vegetací a vojáci museli obojživelné traktory opouštět ihned po vylodění, jelikož kvůli protitankovým příkopům nemohli pokračovat dále do vnitrozemí. I přes tuto skutečnost nováčci z 24. pluku postoupili za čtvrt hodiny o celých 200 metrů. Hodinu po vylodění se na pláž dostaly první tanky. Všechny tři se ale zasekly buď v písku nebo v kráteru po granátu. Japonci se pokoušeli tyto ochromené tanky zničit, avšak hned nadvakrát jim to zarazili pěšáci, kteří tanky bránili až do jejich vyproštění. Kolem druhé hodiny se vojáci dostali k masivní betonové budově, do její stěny příslušníci demoličních oddílů udělali díru a začali házet výbušniny i dovnitř, ve snaze vypudit odtamtud Japonce. Po explozi devítikilové nálože trhaviny se podle očitých svědků celý ostrov zahalil do prachu po obrovském výbuchu. Budova totiž sloužila jako sklad torpéd a leteckých pum. Bylo zabito 20 mužů a 80 až 100 jich bylo zraněno, byla to téměř polovina ztrát na Namuru. Plukovník Hart, velitel 24. pluku, rozkázal, aby všichni jeho muži vyvinuli co největší úsilí na dosažení severního pobřeží ještě před setměním. Vyvrácené stromy, sutiny a v nich ukrytí houževnatí obránci to ovšem nedopustili a povedlo se jim také zlikvidovat jeden americký tank. V 19:30 přišel rozkaz zastavit postup a připravit opevnění na noc.

### 2. únor
V noci proběhlo několik pokusů Japonců o prolomení linie, všechny však neúspěšně. V sedm ráno proběhl poslední vážný protiúder, který byl také i za přispění tanků do půl hodiny zlikvidován. V devět hodin byl zahájen útok na celé frontě. Poslední vojáci se ukryli na severním pobřeží v protitankovém příkopu. I tento problém byl vyřešen a ve 12:15 bylo hlášeno, že i Namur byl dobyt.